# Liste des parcs nationaux du Guatemala
Les parcs nationaux du Guatemala sont au nombre de 21.
Ils sont gérés par le Conseil national des aires protégées (en) (CONAP).

## Liste
| Parc national                                | Année de création | Superficie | Département    |
| -------------------------------------------- | ----------------- | ---------- | -------------- |
| Parc national de Tikal                       | 1955              | 550,5      | Petén          |
| Parc national Cerro El Baúl (en)             | 1955              | 2,4        | Quetzaltenango |
| Parc national Cerro El Reformador (en)       | 1955              | 0,6        | El Progreso    |
| Parc national de Grutas de Lanquín (en)      | 1955              | 0,11       | Alta Verapaz   |
| Parc national Laguna El Pino (en)            | 1955              | 0,73       | Santa Rosa     |
| Parc national Los Aposentos (en)             | 1955              | 0,15       | Chimaltenango  |
| Parc national des Naciones Unidas (en)       | 1955              | 4,91       | Guatemala      |
| Parc national de Riscos de Momostenango (en) | 1955              | 2,4        | Totonicapán    |
| Parc national du Río Dulce                   | 1955              | 130,0      | Izabal         |
| Parc national Cerro Miramundo (en)           | 1956              | 9,02       | Zacapa         |
| Parc national du volcan Pacaya               | 1963              | 20,0       | Escuintla      |
| Parc national de Sipacate-Naranjo (en)       | 1969              | 20,0       | Escuintla      |
| Parc national des Cuevas del Silvino (en)    | 1972              | 0,08       | Izabal         |
| Parc national de la Laguna Lachuá            | 1976              | 145,0      | Alta Verapaz   |
| Parc national de San José la Colonia (en)    | 1976              | 0,54       | Alta Verapaz   |
| Parc national d'El Rosario (en)              | 1980              | 11,05      | Petén          |
| Parc national Las Victorias                  | 1980              | 0,82       | Alta Verapaz   |
| Parc national Laguna del Tigre (es)          | 1990              | 2 899,12   | Petén          |
| Parc national Mirador Río Azul               | 1990              | 1 169,11   | Petén          |
| Parc national de Sierra del Lacandón (en)    | 1990              | 2 028,65   | Petén          |
| Parc national de Yaxhá-Nakum-Naranjo         | 2003              | 371,6      | Petén          |

- Parc faisant partie du patrimoine mondial de l'Unesco
- Parc faisant partie d'un site Ramsar